# Wegscheid
Wegscheid é uma comuna francesa na região administrativa de Grande Leste, no departamento Alto Reno. Estende-se por uma área de 9,97 km². Em 2010 a comuna tinha 326 habitantes (densidade: 32,7 hab./km²).